# Saturn (Astrologie)

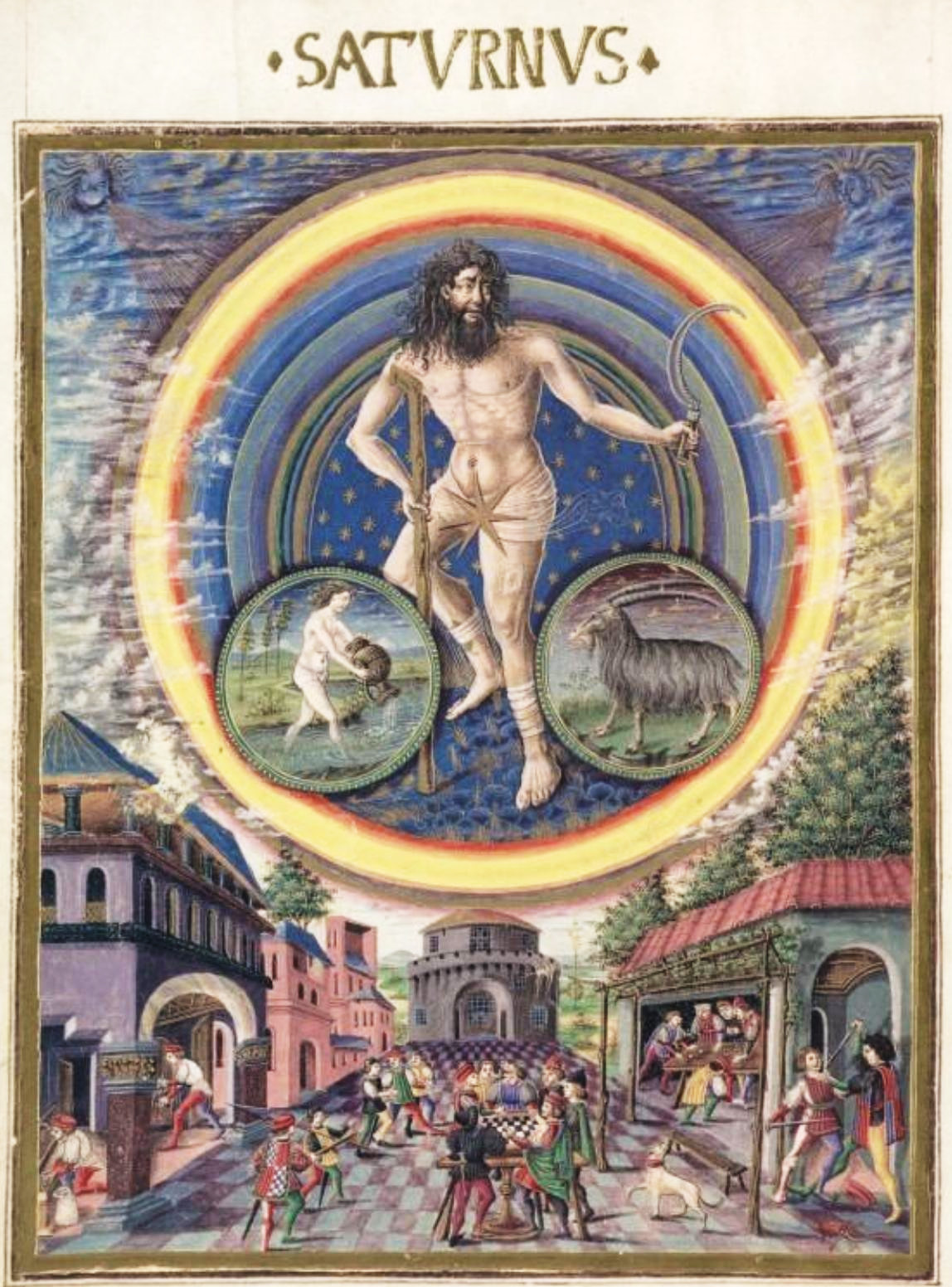
Saturn in der illuminierten Handschrift De Sphaerae (ca. 1470)

Saturn ist im geozentrischen Weltbild der westlichen Astrologie einer der klassischen sieben Planeten. Das astrologische Symbol ist ♄ (Unicode U+2644).
Durch seine Entfernung von der Sonne, die fast zehnmal so groß wie die der Erde ist, bewegt er sich auch deutlich langsamer. Für einen siderischen Umlauf braucht er rund 30 Jahre, durch den Tierkreis bewegt er sich mit durchschnittlich rund 2 Bogenminuten pro Tag, er zählt daher zu den Langsamläufern. Die synodische Umlaufzeit, also die Zeitspanne zwischen zwei Oppositionen, beträgt 378 Tage. Um den Zeitpunkt der Opposition wird er für etwa 4½ Monate rückläufig und vollführt am Erdhimmel eine Planetenschleife. Im Lauf eines Jahres bewegt er sich durchschnittlich 22° rechtläufig und 7° rückläufig, bleibt also im Mittel über ein Jahr im gleichen Tierkreiszeichen. Während der Opposition befindet er sich am erdnächsten Punkt seiner Bahn und ist zugleich am hellsten. Die maximale scheinbare Helligkeit ist dann mit −0,55 mag deutlich geringer als die des Jupiter mit maximal −2,94 mag. Die berühmten Ringe des Saturn wurden erst durch die Entdeckung des Teleskops Anfang des 17. Jahrhunderts sichtbar, ihre Existenz hat aber Auswirkung auf seine Helligkeit, wenn Saturn nahe des Perihelion steht und die Ringe zur Sonne geneigt sind.

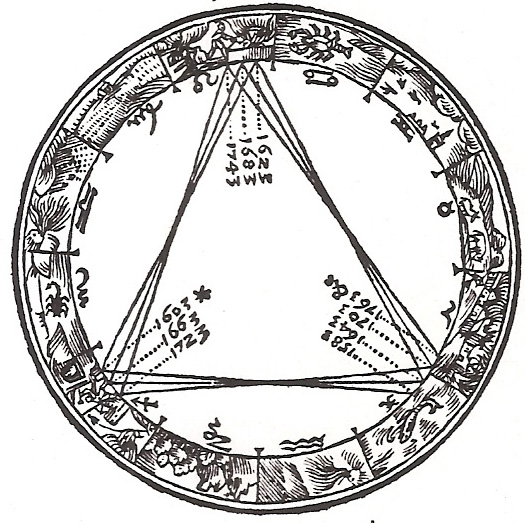
Folge von drei Großen Konjunktionen in Keplers De stella nova (1606)

Von besonderem astrologischem Interesse sind die sogenannten Großen Konjunktionen von Saturn und Jupiter. Da die Umlaufzeiten von Jupiter mit 12 und Saturn mit 30 Jahren annähernd im Verhältnis 2 : 5 stehen, erfolgen diese Annäherungen ungefähr alle 20 Jahre. Der ekliptikale Abstand zwischen zwei aufeinanderfolgenden Großen Konjunktionen ist 117°, was nahe am Winkel des Trigon-Aspekts von 120° ist. Das hat zur Folge, dass aufeinanderfolgende Große Konjunktionen in der Regel in dem gleichen Tierkreiszeichen-Trigon stattfinden. Diese Trigone werden traditionell als Triplizitäten bezeichnet und sind jeweils einem der klassischen vier Elemente zugeordnet zum Beispiel Zwillinge, Waage und Wassermann dem Element Luft. So wird der Großen Konjunktion von 2020 im Wassermann im Jahr 2040 eine in der Waage und 2060 eine in den Zwillingen folgen. Rund alle 200 Jahre verschiebt sich der Ort der Großen Konjunktionen in die nächste Triplizität und nach 800 Jahren beginnt dieser Zyklus von neuem, ein Umstand, dem Johannes Kepler große Bedeutung beimaß und ihn veranlasste, die Geschichte in Perioden von 800 Jahren einteilte.
Kepler errechnete ausgehend von der Großen Konjunktion von 1603, dass im Jahr 7 v. Chr. eine sogenannte Größte Konjunktion stattgefunden habe und vermutete, dass diese den astronomischen Hintergrund für den Stern von Bethlehem gebildet habe. Eine Größte Konjunktion findet dann statt, wenn während einer Großen Konjunktion Jupiter und Saturn in Opposition zur Sonne stehen. Durch die dann ausgeführten Planetenschleifen kommt es zu mehrfachen kurz aufeinanderfolgenden Begegnungen der Planeten.
In der Antike wurde Saturn von den Griechen mit Titanen Kronos identifiziert. Die Entsprechung bei den Römern war der Gott Saturn. Diese Identifikationen prägten auch die astrologische Ikonografie in Mittelalter und früher Neuzeit. Typisches Attribut bildlicher Darstellungen ist daher eine Sichel oder Sense, da der römische Saturn eine Gottheit von Ackerbau und Ernte war. Zugleich ist die Sichel das Instrument, mit dem der Sage nach Kronos seinen Vater Uranos entmannte. Diese Sichel hatte die Erdgöttin Gaia, erzürnt darüber, dass Uranos seine von ihm mit Gaia gezeugten Kinder im Tartaros einsperrte, aus dem Metall Adamant gefertigt, das sie zu diesem Zweck aus sich hervorbrachte. Aus dem abgeschnittenen Glied des Uranos entstand dann, neben diversen Erdungeheuern und Nymphen, die Göttin Aphrodite, die dem Planeten Venus entspricht.
Möglicherweise aufgrund seines langsamen Umlaufs und der Abfolge der Zyklen der Großen Konjunktionen, möglicherweise auch durch die Ähnlichkeit von Kronos mit dem griechischen Wort chronos für „Zeit“ ist Saturn mit den größeren Zeitzyklen (Generationen, Epochen) assoziiert und gilt als der Chronokrator („Zeitherrscher“) schlechthin.
Der Herrschaft des Kronos entspricht in der Mythologie das Goldene Zeitalter, in dem alle Menschen glücklich und zufrieden lebten, nicht, weil sie im Überfluss schwammen, sondern, weil sie genügsam und vernünftig mit dem umgingen, was die Natur ihnen bot. In der astrologischen Tradition wird die Verbindung von Saturn und Goldenem Zeitalter aber nur relativ schwach reflektiert, hier gilt Saturn vornehmlich als der „Große Übeltäter“.

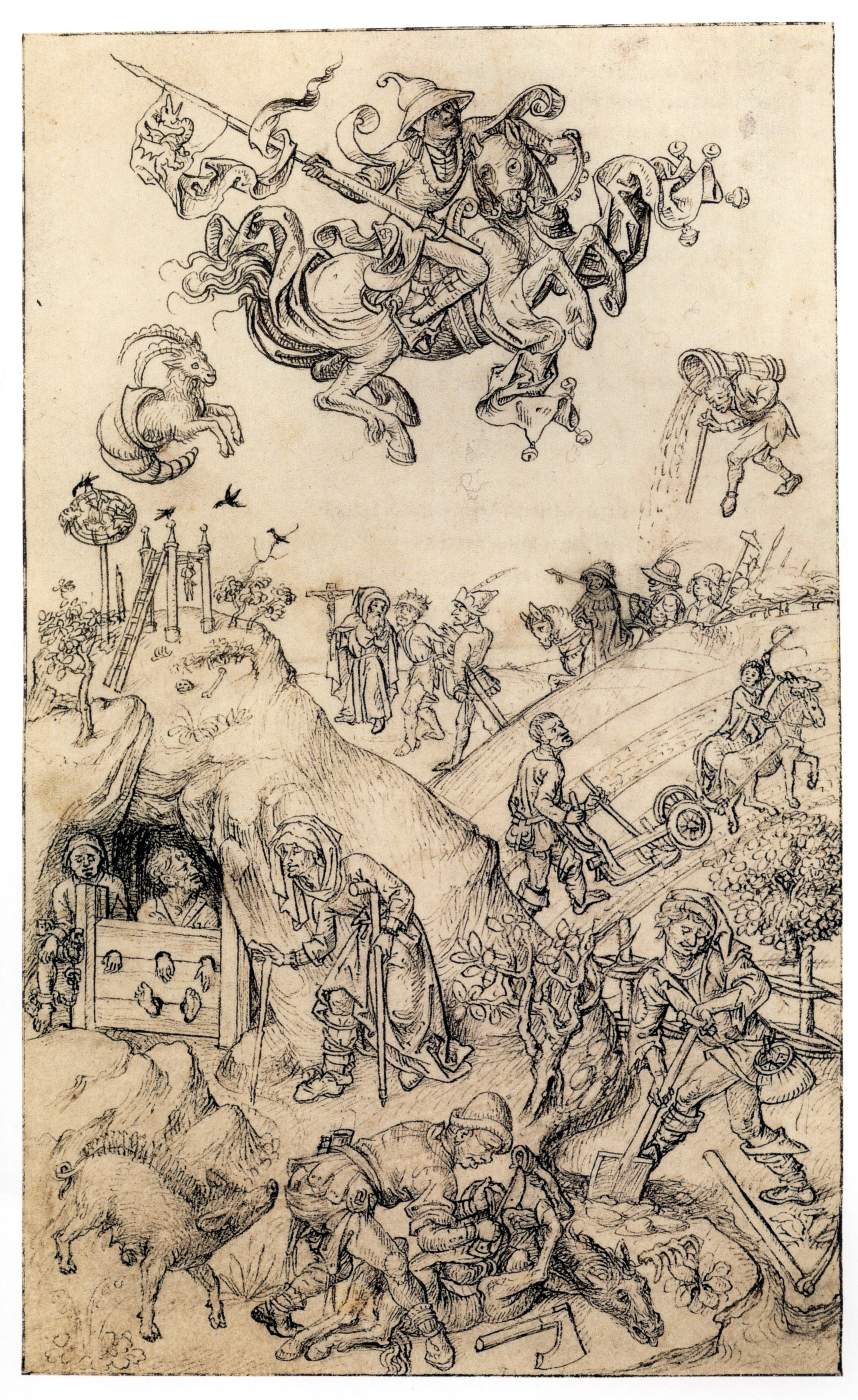
Planetenkinder des Saturn (Hausbuch von Schloss Wolfegg, nach 1480)

Das zeigt sich zum Beispiel in der Darstellung der Kinder des Saturn im spätmittelalterlichen Hausbuch von Schloss Wolfegg. Dort wird Landbau betrieben, aber es ist ein von teils barfüßigen Bauern betriebenes mühsames Geschäft. Im Vordergrund sieht man einen Schinder, der einem krepierten Pferd den Bauch aufschlitzt, während eine Sau an seinem Hintern schnüffelt. Im Hintergrund ist links ein Galgenberg mit Gehängten und einer auf das Rad geflochtenen Gestalt zu sehen, rechts anrückendes Kriegsvolk. Darunter eine Bettlerin und in einer Höhle angekettete Gefangene im Pranger. Insgesamt ein Bild des Elends und der Unterdrückung. Darüber reitet Saturn durch die Luft, der einen Judenhut trägt, was als Ausdruck antisemitischen Sentiments gedeutet werden kann.
Eine Verbindung von Judentum und Saturn wurde bereits in der Antike hergestellt. Dass der jüdische Schabbat und der römische dies Saturnus verschiedene Namen für den gleichen Tag waren, gab in der Antike Anlass zu der Annahme, die Juden würden am Schabbat den Saturn anbeten, so auch bei Tacitus. 
Tacitus verbreitet auch die Theorie, dass die Juden (Iudaei) von den zur Zeit des Kronos auf Kreta am Fuß des Ida lebenden Idäern (Idaei) abstammten und sich nach der Vertreibung Saturns an ihren späteren Wohnorten in Palästina niedergelassen hätten. Die Juden würden nun den Schabat heiligen, um damit dem Saturn eine Ehre zu erweisen,

„[…] sei es, weil die Idäer, die der Überlieferung zufolge zu der gleichen Zeit wie Saturn vertrieben wurden und die die Stammväter des Judenvolkes sind, die Anfänge seines Kultes lehrten, vielleicht auch, weil von den sieben Gestirnen, von denen die Menschen gelenkt werden, der Saturnstern sich im höchsten Kreis und mit vorzüglichem Einfluß bewegt; überdies sei es ja den meisten Himmelskörpern eigen, sich in der Vollendung ihrer Laufbahn nach der Siebenzahl zu richten.“

Die Vorstellung, dass der Lauf des Saturn eine besondere, schicksalhafte Bedeutung für die Judenheit habe, wurde später auch im Judentum wirksam. So kam es unter dem Einfluss der ab dem 1. Jahrhundert Verbreitung findenden hellenistischen Planetenwoche, dass die Juden den Saturn statt wie hergebracht Shabtái (שַׁבְּתַאי) nun Schabbat zu nennen begannen, es wurde also nicht der Wochentag nach dem Planeten benannt, sondern umgekehrt.
Eng ist auch heute noch die Verbindung von Saturn und Melancholie – Depression in moderner Terminologie –, ein Zusammenhang, dem Raymond Klibansky, Erwin Panofsky und Fritz Saxl ihre umfangreiche Studie Saturn und Melancholie widmeten (1964), in deren zweitem Teil der Saturn in seiner Eigenschaft als „Stern der Melancholie“ untersucht wird. Breiten Raum nimmt auch Albrecht Dürers Kupferstich Melencolia I (1514) ein, in dessen Bildelementen sich zahlreiche Bezüge zur Ikonographie Saturns nachweisen lassen.

## Zuordnungen

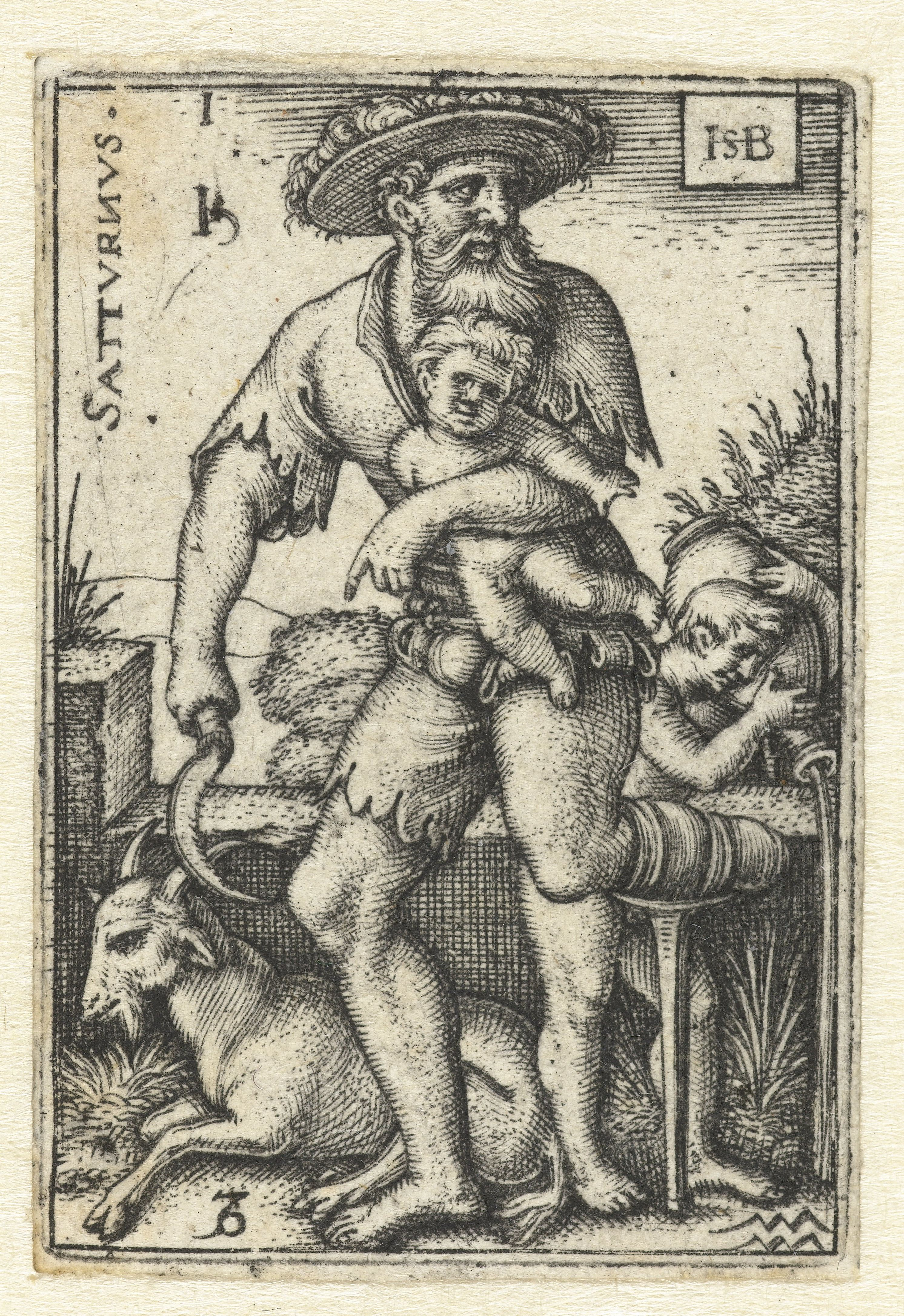
Saturn auf einem Druck von Hans Sebald Beham (1539). Die Zahl 1 links oben entspricht der Position des Saturn in der Chaldäischen Reihe.

Nach dem Tetrabiblos des Ptolemäus ist Saturn:
- den Grundqualitäten nach ist Saturn kalt und trocken, also lebensfeindlich und daher der „Große Übeltäter“.[14]
- Zeichenherrscher im Wassermann (Tagdomizil) und Steinbock (Nachtdomizil) und in den gegenüberliegenden Zeichen Krebs (Tagexil) und Löwe (Nachtexil) im Exil. In der modernen Astrologie wird oft Uranus anstelle des Saturn als Tagherrscher im Wassermann gesetzt.
- Häuserherrscher im 10. und 11. Haus.
- Saturn ist auf 21° Waage exaltiert und auf 21° Widder im Fall.
- Die melothesisch Saturn entsprechenden Körperteile sind rechtes Ohr, Milz, Blase, Schleim und Knochen. Der entsprechende  Sinn ist das Gehör.[15]

Weiterhin ist Saturn:
- Tagesherrscher am Samstag (engl. saturday).
- Jahresherrscher in Jahren, deren Jahreszahl bei Division durch 7 den Rest 5 ergibt, also zum Beispiel 2028.

Der Polarität nach gilt Saturn als männlicher Tagplanet. In der Chaldäischen Reihe steht Saturn als langsamster der klassischen Planeten an 1. Stelle.
Das Metall des Saturn ist das Blei.

## Deutung

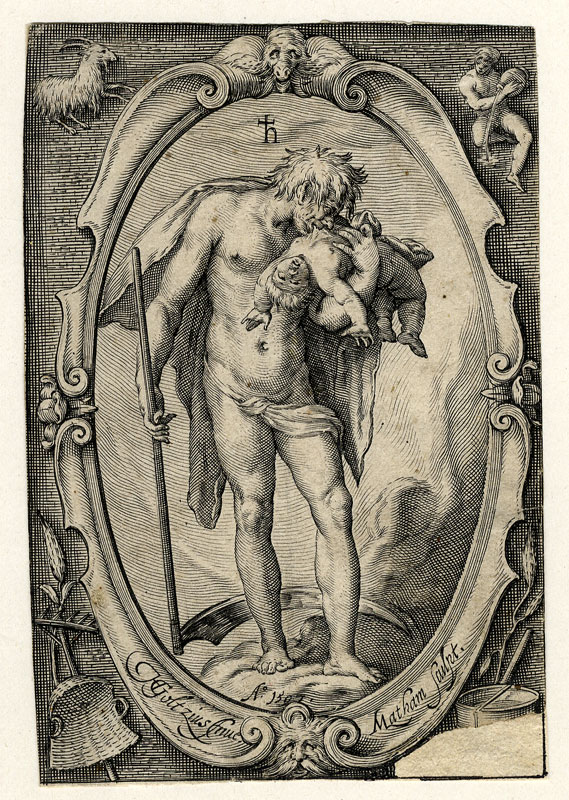
Saturn frisst eines seiner Kinder (Stich von Hendrick Goltzius)

William Lilly zufolge gilt für eine Person unter einem günstig gestellten Saturn:
Bei einem ungünstig gestellten Saturn ist man dagegen:

„[…] neidisch, habgierig, eifersüchtig und misstrauisch, furchtsam, schäbig, nach außen hin verlogen, träge, argwöhnisch, starrsinnig, ein Frauenverächter, ein verbohrter Lügner, boshaft, murrend, nie zufrieden, ewig jammernd.“

Die folgende Zusammenstellung von Stichworten zu verschiedenen Deutungsaspekten folgt Herbert von Klöckler. Dabei beziehen sich „stark“/„schwach“ und „harmonisch“/„disharmonisch“ auf die Stellung des Saturn in den Zeichen bzw. Saturns Aspektierung.:
| stark und harmonisch                                     | stark und disharmonisch                                  | schwach und evtl. disharmonisch                          |
| Naturprinzip: Kristallisation, Verfestigung, Schwerkraft | Naturprinzip: Kristallisation, Verfestigung, Schwerkraft | Naturprinzip: Kristallisation, Verfestigung, Schwerkraft |
| -------------------------------------------------------- | -------------------------------------------------------- | -------------------------------------------------------- |
| Kristallisation                                          | Verhärtung                                               | mangelnde Festigkeit                                     |
| biologisch: Kalkstoffwechsel                             |                                                          |                                                          |
| guter Kalkstoffwechsel                                   | Verkalkung                                               | Kalkmangel                                               |
| organisch: Knochensystem, Haut, Milz                     |                                                          |                                                          |
| psychologisch: Konzentration, Festigungstendenz          |                                                          |                                                          |
| Festigkeit                                               | Starre                                                   | Haltlosigkeit                                            |
| Beharrlichkeit                                           | Eigensinn                                                | beeinfluss- und ablenkbar                                |
| Ernst                                                    | Melancholie (Schwermut, Trübsinn)                        | Leichtsinn                                               |
| Sparsamkeit                                              | Geiz                                                     | Mangel an Einteilung                                     |
| Vorsicht                                                 | Misstrauen, Furcht                                       | Unvorsichtigkeit                                         |
| Vertiefung                                               | abgesondert, einsam                                      | oberflächlich                                            |
| Reserviertheit                                           | Verschlossenheit                                         | Risikofreude                                             |
| Temperament: schizoid-melancholisch                      |                                                          |                                                          |